# Wadym Szawrin
Wadym Ołehowycz Szawrin, ukr. Вадим Олегович Шаврін (ur. 15 maja 1988 w Makiejewce) – ukraiński piłkarz grający na pozycji napastnika, a wcześniej pomocnika.

## Kariera piłkarska

### Kariera klubowa
Wychowanek klubu Szachtar Donieck, barwy którego bronił w juniorskich mistrzostwach Ukrainy (DJuFL). Karierę piłkarską rozpoczął 14 listopada 2004 w składzie Szachtar-3 Donieck. Najpierw występował w trzeciej i drugiej drużynie, dopiero 17 czerwca 2007 debiutował w Wyszczej lidze w meczu z Metałurhiem Zaporoże. Latem 2008 został wypożyczony do Stali Ałczewsk, a zimą 2009 do Olimpika Donieck. W lipcu 2009 został piłkarzem Wołyni Łuck, w barwach którego strzelił debiutowego gola w pierwszym meczu Wołyni w nowym sezonie. Ale już we wrześniu 2009 odszedł do Olimpika Donieck.

### Kariera reprezentacyjna
W 2005 występował w juniorskich reprezentacjach U-17 i U-18. W 2008 rozegrał jeden mecz w młodzieżowej reprezentacji Ukrainy.

## Sukcesy i odznaczenia

### Sukcesy klubowe
- wicemistrz Ukrainy: 2007